# Vita e morte di Adria e dei suoi figli
Vita e morte di Adria e dei suoi figli è un romanzo di Massimo Bontempelli, pubblicato nel 1930.

## Storia editoriale
Il libro è stato tradotto in francese, spagnolo, tedesco, polacco e ungherese.

## Trama

### Parte prima - Adria (I)
Tullia e Remo, rispettivamente di otto e sei anni, sono i figli di Adria. I bambini hanno il consenso di vedere la madre solo una volta alla settimana, senza effusioni, per non sciupare in alcun modo la bellezza quasi sovrannaturale della donna. Così, la sera, si appostano su una panca e guardano, attraverso alcune fessure di un tramezzo in legno, i genitori che siedono a tavola insieme. In questa settimana l'incontro tra mamma e figli è slittato da giovedì a sabato, a causa dei preparativi di Adria per una festa memorabile nella casa di un principe romano. In attesa del sabato, a soccorrere i piccoli, c'è un amico, Guarnerio, innamorato di Adria, che viene quotidianamente dai bambini, porta regali e promette una bella gita in automobile. Anche il marito di Adria ha il divieto di abbracciarla e ne rispetta con venerazione ogni rito dedicato alla di lei bellezza. Il mercoledì i coniugi vanno a teatro e Adria sfolgora in un abito e cappello azzurro come i suoi occhi. Tutti i cittadini più brillanti ne ammirano la grazia, la luminosità e si gettano in mille congetture su come Adria vestirà per la festa di venerdì notte. Intanto la giovane donna si è chiusa nel guardaroba con la sarta e non trapela il minimo accenno all'evento segreto. E così Adria con il marito giunge in auto alla villa del principe Vétere di Castellana per la festa: è il 18 aprile 1903.
L'ammirazione per Adria sale alle stelle quando gli invitati la vedono indossare un morbido vestito grigio perla, tutto coperto di aeree piume. Ma Guarnerio, che nelle ore precedenti ha subito una scossa nel suo incrollabile amore, dà strani segni e d'improvviso si dirige al buffet. Qui, senza un motivo apparente, salta sul bancone e, estratta una rivoltella, spara contro il principe e un altro signore, uccidendoli sul colpo; quindi si getta a capofitto sul pavimento, battendo violentemente il cranio e rimanendo svenuto. Di fronte a questa tragedia, il marito di Adria prende in mano la situazione: lei non deve sapere nulla. Con uno stratagemma, la riporta a casa, poi si precipita al manicomio, dove hanno ricoverato l'amico Guarnerio. L'indomani, dovendo uscire, stabilisce che i bambini vadano a giocare dagli amichetti Meyer e, dopo averli baciati nel sonno, torna al capezzale di Guarnerio. Al risveglio Remo e Tullia sono contenti per la giornata di vacanza inattesa, ma quando sono dai Meyer ricordano che devono vedere la mamma perché è sabato. Tullia trova il modo per uscire da villa Meyer e i piccoli si incamminano sulla via Salaria. Stanchi e demoralizzati, non vedendo mai l'arrivo, stanno per gettarsi a terra, quando un carrozzino li raccoglie e li porta a casa. Qui però non trovano anima viva: non la mamma, non il babbo e neppure Guarnerio che li doveva portare in gita in automobile. Dopo ore di ricerca e un breve sonno, ai bambini non resta che issarsi sulla panca e guardare il buio della sala da pranzo, inondandosi di lacrime silenziose.

### Parte seconda - Adria (II)
Sono passati quasi cinque anni dalla terribile serata della festa. Adria è al mare, come sempre intoccabile, ma circondata dall'adorazione del marito e degli ammiratori. Qui, una sera, incontra un ragazzo che si presenta come il figlio di Bellamonte, l'uomo ucciso da Guarnerio insieme al principe. Quando Adria si ritira dopo l'incontro, si sente turbata e realizza che sono passati alcuni anni da una tragedia, ma ne sono passati ben dieci da quando, a vent'anni, dopo la nascita del secondo figlio, aveva deciso di votarsi alla sua bellezza immutabile. Negli anni aveva comandato a corpo e mente e nulla in lei era cambiato, solo i vestiti e gli ornamenti. Ora si guarda nello specchio e si vede più bella, ma trasfigurata dalle emozioni, quindi preda di ogni possibilità di alterazione. Allora stabilisce un piano che comunica al marito, mentre tornano velocemente a Roma: lei sparirà e nessuno la dovrà più rivedere. Si concede per un abbraccio ai figli (che restano sconvolti), fa un'ultima passeggiata dove sa che gli amici la guarderanno, poi parte per Parigi con la cameriera Albertina. È l'8 settembre 1907.
Da Parigi spedisce lettere ai familiari e il marito legge ai ragazzini quanto riceve. Tullia, di dodici anni, si immerge in una serie di amicizie, in seguito alle quali chiede di entrare in collegio, dalle Dame Inglesi. Remo ha talento per la musica, però il suo carattere è segnato dal rancore e un giorno aggredisce un dipendente: allora il padre ascolta il consiglio dell'insegnante di musica e gli organizza un lungo viaggio di studio in Germania. Rimasto solo, l'uomo attende la visita del fratello e si duole di non averlo chiamato prima. Gira per la casa vuota, arriva alla stanza dove c'è il pianoforte di Remo, tutto gli sembra sfocato: un'ultima scarica di freddo e si abbatte sullo strumento con la mano aperta. I suoni persistono a lungo e in essi egli muore.
Intanto Adria a Parigi si è sistemata in un quartiere degradato. La servitù non la deve vedere mai e solo Albertina può entrare nella parte occupata da Adria, che le parla dalla camera e dietro una tenda. Si è congedata per sempre dallo specchio e non esistono suoi ritratti, in nessun luogo. La sua giornata non è noiosa: intrattiene corrispondenza con familiari e amici, parla al telefono, la chiamano persone che divengono amiche, legge molto. D'improvviso riceve da Roma la notizia della scomparsa del marito e l'annuncio che il cognato verrà da lei. Rifiuta di riceverlo, ma non in modo scortese. Finisce con lo scrivere una lettera a Tullia, nella quale le dice cose complesse per la non ancora tredicenne figliola; le predice tuttavia che farà qualcosa di grande, e la fanciulla serberà il segreto più assoluto su questa lettera.

### Parte terza - Tullia
Altri anni sono passati e Tullia, ventenne e studentessa di medicina, vive con lo zio a Villa Adria. È la primavera del 1915. I numerosi amici che la circondano si confrontano sull'imminenza della guerra. Un giovane, Ràmy, le dichiara il suo amore, ma la fanciulla lo congeda con dolcezza, dicendo che non può corrispondere a lui e a nessun altro. Poco dopo, causa una strana lettera della madre, in cui si parla di un tenersi abbracciate madre e figlia, Tullia parte per Parigi, ma non può incontrare Adria, che le nega l'incontro con vago rimprovero. A Tullia non resta che guardare per un'intera notte la finestra dietro cui si nasconde Adria e poi tornare stordita in Italia.
La guerra impegna Tullia come crocerossina. Invece Remo ha fatto sapere che non verrà dalla Germania, dove si aspetta di essere internato; esprime sentimenti filotedeschi che fanno vergognare la sorella. Nel 1918, incontrato un giovane aviatore di nome Sammarco, Tullia lo convince a condurla oltre le linee nemiche per fare dello spionaggio; il suo ruolo al fronte sta per scadere e lei è smaniosa di fare ancora qualcosa. L'impresa ha un seguito disastroso: non riuscendo a confondersi con i pochi contadini veneti del luogo occupato, Tullia è ben presto scoperta da un soldato che ha tentato di usarle violenza. Un ufficiale, molto a malincuore, riceve l'ordine di farla fucilare. Tullia prepara un pacco da consegnare al fratello, contiene tra l'altro un ritratto di Adria, poi affronta con coraggio il suo destino.

### Parte quarta - Remo
Nel 1919 Remo si trova a Marsiglia con un gruppo piuttosto losco: Carmine Bonaccorsi detto CarBon, Aloè e un tedesco di nome Wilhelm. Quando sono partiti dalla Germania, dopo la fine della guerra e dell'internamento, il giovane ha voluto fare un misterioso viaggio a Parigi, ma in due giorni mai ha visto la madre, né le ha parlato. Ora viene mandato dal capobanda a suonare il pianoforte in un locale, per copertura di altri traffici. Mentre attende, lo raggiunge una lettera: un signore gli deve consegnare un pacco da parte della sorella defunta. Egli però non vuole che gli altri sappiano e va di nascosto all'appuntamento. Al ritorno, Carbon è insospettito e provoca il ragazzo che se ne va a dormire. In camera si chiude, scarta il pacco e trova il ritratto di Adria.
In quel momento si fa sentire Carbon, venuto a rappacificarsi, ma Remo non fa a tempo a celare le sue carte. Vorrebbe allontanare l'importuno e non ci riesce. Quando, beffardo e insolente, Bonaccorsi si avvicina al tavolo, vede il ritratto e lo prende, Remo esplode di furia e, persa totalmente la testa, conficca un coltello tra le scapole di Carbon. Riesce a nascondere il ritratto in valigia, poi sviene e qui lo trovano Wilhelm e Aloè. Essi provvedono a ripulire la stanza e far sparire il cadavere, poi dicono a Remo di assumere l'identità di Carbon e di partire per l'Argentina. Egli parte con la sua valigia, sparisce come figlio di Adria, per sempre.

### Parte quinta - Adria (III)
Adria ha trascorso dodici anni nella sua clausura. Ora, nel 1920, a Parigi si demoliscono vecchi quartieri per ricostruirne di nuovi e l'ordinanza ha colpito anche il luogo dove lei vive. Per molti giorni Adria rifiuta di pensare alla situazione, ma la sera del 30 settembre, sapendo che l'indomani la casa sarà demolita, formula il pensiero che di lì non uscirà né viva né morta. Ripensa ai momenti salienti del passato: la pazzia di Guarnerio, le uccisioni dei due amici, la morte del marito e di Tullia, la scomparsa di Remo. Poi apre tutte le vie d'aria delle sue stanze e colloca carta di giornale sotto poltrone e tende, sotto i vestiti e il letto. Quindi appicca il fuoco. Riprende lo specchio che aveva riposto dodici anni prima e si stende sul letto, che ben presto è rovente. I soccorsi arriveranno, l'acqua spegnerà l'incendio, ma di Adria e dei suoi oggetti si troverà solo cenere.

## Edizioni
- Massimo Bontempelli, Vita e morte di Adria e dei suoi figli, Bompiani, Milano 1930, ristampato nel 1958 col titolo Vita e morte di Adria[8]
- Massimo Bontempelli, Due storie di madri e di figli; Il figlio di due madri; Vita e morte di Adria e dei suoi figli, introduzione di Luigi Baldacci, A. Mondadori, Milano 1972
- Massimo Bontempelli, Vita e morte di Adria e dei suoi figli, prefazione di Carlo Bo, Lucarini, Roma 1989
- Massimo Bontempelli, Vita e morte di Adria e dei suoi figli, con uno scritto di Marinella Mascia Galateria, SE, Milano 1995
- Massimo Bontempelli, Vita e morte di Adria e dei suoi figli, introduzione di Alessandra Iadicicco, Liberilibri, Macerata 2005
- Massimo Bontempelli, Vita e morte di Adria e dei suoi figli, prefazione di Marinella Mascia Galateria, Utopia, Letteratura europea, Milano 2022